# Gustav Kiepenheuer
Gustav Kiepenheuer (* 10. Juni 1880 in Wengern; † 6. April 1949 in Weimar) war ein deutscher Verleger.

## Leben
Gustav Kiepenheuer absolvierte eine Ausbildung zum Buchhändler in Bremen. Er war Mitschüler von Ernst Rowohlt und Kurt Wolff. In Weimar übernahm er 1908 die Hof-, Buch-, Kunst- und Musikhandlung von Ludwig Thelemann und gründete 1909 den Gustav Kiepenheuer Verlag. An die Weimarer Tradition anknüpfend, verlegte er zunächst Klassiker der deutschen wie der Weltliteratur, später zeitgenössische deutsche Autoren wie Bertolt Brecht, Lion Feuchtwanger, Iwan Goll, Hans Henny Jahnn, Anna Seghers oder Stefan Zweig.
Nach dem Ersten Weltkrieg übersiedelte er 1919 von Weimar nach Potsdam und von dort 1929 nach Berlin. In der Folgezeit wird er einer der führenden deutschen Verleger. Die meisten seiner Autoren wurden im Dritten Reich mit Berufsverbot belegt, sodass er sich in dieser Zeit auf Nachdrucke älterer Werke und Übersetzungen beschränkte. Nach dem Zweiten Weltkrieg kehrte er 1945 nach Weimar zurück und beschloss, 1947 gemeinsam mit Joseph Caspar Witsch einen neuen Verlag zu gründen. Zunächst nahm er Witsch als Mitgesellschafter und Geschäftsführer auf, starb aber 1949 nach langer Krankheit noch vor der geplanten Neugründung.
Seine Bestattung fand auf dem Ehrengräberfeld des Historischen Friedhofs in Weimar statt. Seine Witwe Noa (dritte Ehefrau, Heirat 1925) führte den Verlag in der DDR fort, Witsch gründete 1951 seinen Verlag unter dem Namen Kiepenheuer & Witsch in Westdeutschland.
Der Kiepenheuer Verlag blieb unter diesem Namen in der DDR erhalten und wurde nach seinem Ankauf durch die SED von 1977 bis 1990 im Rahmen der Kiepenheuer-Verlagsgruppe tätig, zu der noch die Verlage Insel, Paul List und Dieterich’sche Verlagsbuchhandlung gehörten.
Kiepenheuers Tochter Bettina Hürlimann wurde 1909 geboren und war Verlegerin und Spezialistin für Kinderbücher. Der ein Jahr jüngere Sohn Karl-Otto Kiepenheuer war ein bekannter Astronom und Astrophysiker.